# Reineris Salas
Reineris Salas Pérez (ur. 17 marca 1987 w Hawanie) – kubański zapaśnik startujący w stylu wolnym. Trzykrotny olimpijczyk. Brązowy medalista olimpijski z Tokio 2020 w kategorii 97 kg. Piąty w Rio de Janeiro 2016 w kategorii 86 kg i dziesiąty w Pekinie 2008 w wadze 84 kg. 
Sześciokrotny uczestnik mistrzostw świata, medalista z 2010, 2013 i 2014 roku. Triumfator igrzysk panamerykańskich w 2015 i trzeci w 2019. Pięć razy najlepszy na mistrzostwach panamerykańskich, w 2006, 2009, 2010, 2014 i 2018. Triumfator Igrzysk Ameryki Środkowej i Karaibów w 2014 i 2018. Drugi w Pucharze Świata w 2011; czwarty w 2018; piąty w 2009 i 2019; siódmy w 2015 i drugi w drużynie w 2008 roku.